# Gerdago
Gerdago, pseudonimo di Gerda Gottstein (Vienna, 28 agosto 1906 – Vienna, 20 gennaio 2004), è stata una costumista austriaca.

## Biografia
Nata a Vienna nel 1906, Gerda Gottstein, negli anni che vanno dal 1927 al 1929, lavorò a Berlino e a Parigi, diventando l'assistente dell'architetto Oskar Strnad. Nei primi anni trenta, passò al palcoscenico, occupandosi delle attrezzerie e degli elementi scenici per il teatro di rivista. Cominciò anche a disegnare costumi e il suo primo lavoro fu per la rivista Foemina. Lì, scoprì il talento di Willi Forst, noto come cantante e attore, ma che aspirava a diventare regista. Forst, con l'ausilio dello sceneggiatore Walter Reisch, aveva scritto Leise flehen meine Lieder, la biografia romanzata di Franz Schubert. Ne trasse un film di successo, che uscirà anche in Italia con il titolo Angeli senza paradiso. Gerdago firmò i costumi del film, iniziando una carriera di costumista per il cinema che durerà fino agli anni ottanta.
Dopo l'Anschluss, l'annessione dell'Austria al terzo Reich, Gerda Gottstein riuscì a salvarsi solo perché era sposata con un non-ebreo. I suoi genitori, invece, furono mandati in campo di concentramento: suo padre morì a Theresienstadt, mentre la madre finì nelle camere a gas di Auschwitz.
Nel dopoguerra, riprese a lavorare dal 1947 al Wiener Bürgertheater, continuando altresì la carriera cinematografica. A lei si devono gran parte dei costumi e delle uniformi dei film della trilogia di "Sissi". Dagli anni sessanta agli anni ottanta, lavorò - sempre a Vienna - per il Raimundtheater, dove ha disegnato i costumi per tutte le produzioni di operetta.
È morta a Vienna il 20 gennaio 2004 all'età di 97 anni.

## Filmografia
La filmografia è completa.
- Angeli senza paradiso (Leise flehen meine Lieder), regia di Willi Forst (1933)
- Mascherata (Maskerade), regia di Willi Forst (1934)
- Salto in die Seligkeit, regia di Fritz Schulz (1934)
- Casta Diva, regia di Carmine Gallone (1935)
- The Divine Spark, regia di Carmine Gallone (1935)
- Katharina, die Letzte, regia di Henry Koster (1936)
- Das unsterbliche Antlitz, regia di Géza von Cziffra (1947)
- Hin und her, regia di Theo Lingen (1948)
- Fregola, regia di Harald Röbbeling (1948)
- Märchen vom Glück, regia di Arthur De Glahs (1949)
- Maria Theresia, regia di Emil E. Reinert (1951)
- Hallo Dienstmann, regia di Franz Antel (1952)
- Der Obersteiger, regia di Franz Antel (1952)
- Danzerò con te tra le stelle (Hannerl: Ich tanze mit Dir in den Himmel hinein), regia di Ernst Marischka (1952)
- Tu sei la rosa del lago di Wörth (Du bist die Rose vom Wörthersee), regia di Hubert Marischka (1952)[2]
- Kaiserwalzer, regia di Franz Antel (1953)
- Hab' ich nur deine Liebe, regia di Eduard von Borsody (1953)
- Die Perle von Tokay, regia di Hubert Marischka (1954)
- Bei Dir war es immer so schön, regia di Hans Wolff (1954)
- Kaisermanöver, regia di Franz Antel (1954)
- König der Manege, regia di Ernst Marischka (1954)
- Fra Martino (Bruder Martin), regia di Axel von Ambesser (1954)
- L'amore di una grande regina o La giovane regina Vittoria (Mädchenjahre einer Königin), regia di Ernst Marischka (1954)
- Spionage, regia di Franz Antel (1955)
- 4º fanteria (Die Deutschmeister), regia di Ernst Marischka (1955)
- Ihr erstes Rendezvous, regia di Axel von Ambesser (1955)
- Das Mädchen vom Pfarrhof, regia di Alfred Lehner (1955)
- Il congresso si diverte (Der Kongreß tanzt), regia di Franz Antel (1955)
- La principessa Sissi (Sissi), regia di Ernst Marischka (1955)
- Roter Mohn, regia di Franz Antel (1956)
- Lumpazivagabundus, regia di Franz Antel (1956)
- Kaiserball, regia di Franz Antel (1956)
- Sissi - La giovane imperatrice (Sissi - Die junge Kaiserin), regia di Ernst Marischka (1956)
- Vier Mädels aus der Wachau, regia di Franz Antel (1957)
- Heimweh... dort wo die Blumen blüh'n, regia di Franz Antel (1957)
- Sissi - Il destino di un'imperatrice (Sissi - Schicksalsjahre einer Kaiserin), regia di Ernst Marischka (1957)
- Der Page vom Palast-Hotel, regia di Thomas Engel (1958)
- Un posto in paradiso (Der veruntreute Himmel), regia di Ernst Marischka (1958)
- Liebe, Mädchen und Soldaten, regia di Franz Antel (1958)
- La casa delle tre ragazze (Das Dreimäderlhaus), regia di Ernst Marischka (1958)
- Wenn das mein großer Bruder wüßte, regia di Erik Ode (1959)
- Ich bin kein Casanova, regia di Géza von Cziffra (1959)
- Sissi e il granduca (Alt Heidelberg), regia di Ernst Marischka (1959)
- Ich heirate Herrn Direktor, regia di Wolfgang Liebeneiner (1960)
- Meine Nichte tut das nicht, regia di Franz Josef Gottlieb (1960)
- Kriminaltango, regia di Géza von Cziffra (1960)
- Il grande truffatore (Mit Himbeergeist geht alles besser), regia di Georg Marischka (1960)
- Im weißen Rößl, regia di Werner Jacobs (1960)
- Kauf dir einen bunten Luftballon, regia di Géza von Cziffra (1961)
- Die Abenteuer des Grafen Bobby, regia di Géza von Cziffra (1961)
- Junge Leute brauchen Liebe, regia di Géza von Cziffra (1961)
- Mariandl, regia di Werner Jacobs (1961)
- Saison in Salzburg, regia di Franz Josef Gottlieb (1961)
- Das haben die Mädchen gern, regia di Kurt Nachmann (1962)
- Forever My Love, regia di Ernst Marischka (1962)
- Lulù l'amore primitivo (Lulu), regia di Rolf Thiele (1962)
- Waldrausch, regia di Paul May (1962)
- Romanze in Venedig, regia di Eduard von Borsody (1962)
- Mariandls Heimkehr, regia di Werner Jacobs (1962)
- Unsere tollen Tanten in der Südsee, regia di Rolf Olsen (1963)
- Sing, aber spiel nicht mit mir, regia di Kurt Nachmann (1963)
- Unsere tollen Nichten, regia di Rolf Olsen (1963)
- Die große Kür, regia di Franz Antel (1964)
- Nude e caste alla fonte (Die Liebesquelle), regia di Ernst Hofbauer (1966)
- I dolci vizi... della casta Susanna (Susanne, die Wirtin von der Lahn), regia di Franz Antel (1967)
- Das große Glück, regia di Franz Antel (1967)
- Susanna... ed i suoi dolci vizi alla corte del re (Frau Wirtin hat auch einen Grafen), regia di Franz Antel (1968)
- Quante belle figlie di... (Frau Wirtin treibt es jetzt noch toller), regia di Franz Antel (1970)
- Strauss, re senza corona (Johann Strauss - Der König ohne Krone), regia di Franz Antel (1987)